# Elezioni legislative in Portogallo del 1991
Le elezioni legislative in Portogallo del 1991 si tennero il 6 ottobre per il rinnovo dell'Assemblea della Repubblica.
In seguito all'esito elettorale, Aníbal Cavaco Silva, espressione del Partito Social Democratico, fu confermato Primo ministro.

## Risultati
| Partito Social Democratico                  | 2 902 351 | 51,60 | 135 |  |  |  |
| Partito Socialista                          | 1 670 758 | 29,70 | 72  |  |  |  |
| Coalizione Democratica Unitaria (PCP - PEV) | 504 583   | 8,97  | 17  |  |  |  |
| Centro Democratico Sociale                  | 254 317   | 4,52  | 5   |  |  |  |
| Partito di Solidarietà Nazionale            | 96 096    | 1,71  | 1   |  |  |  |
| Partito Socialista Rivoluzionario           | 64 159    | 1,14  | –   |  |  |  |
| Partito Comunista dei Lavoratori Portoghesi | 48 542    | 0,86  | –   |  |  |  |
| Partito Rinnovatore Democratico             | 35 077    | 0,62  | –   |  |  |  |
| Partito Popolare Monarchico                 | 25 216    | 0,45  | –   |  |  |  |
| Partito Democratico dell'Atlantico          | 10 842    | 0,19  | –   |  |  |  |
| Fronte della Sinistra Rivoluzionaria        | 6 661     | 0,12  | –   |  |  |  |
| Unione Democratica Popolare                 | 6 157     | 0,11  | –   |  |  |  |
| Totale                                      | 5 624 759 | 100   | 230 |  |  |  |
|                                             |           |       |     |  |  |  |
| Schede bianche                              | 47 652    | 0,83  |     |  |  |  |
| Schede nulle                                | 63 020    | 1,10  |     |  |  |  |
| Votanti                                     | 5 735 431 |       |     |  |  |  |

| Riepilogo dei seggi (+/- elezioni 1987) | Riepilogo dei seggi (+/- elezioni 1987) | Riepilogo dei seggi (+/- elezioni 1987) | Riepilogo dei seggi (+/- elezioni 1987) | Riepilogo dei seggi (+/- elezioni 1987) | Riepilogo dei seggi (+/- elezioni 1987) | Riepilogo dei seggi (+/- elezioni 1987) |
| --------------------------------------- | --------------------------------------- | --------------------------------------- | --------------------------------------- | --------------------------------------- | --------------------------------------- | --------------------------------------- |
|                                         |                                         |                                         |                                         |                                         |                                         |                                         |
| CDU                                     | 17                                      | ▼ 14                                    |                                         | PS                                      | 72                                      | ▲ 12                                    |
| PSN                                     | 1                                       | ▲ 1                                     |                                         | PSD                                     | 135                                     | ▼ 13                                    |
| CDS-PP                                  | 5                                       | ▲ 1                                     |                                         |                                         |                                         |                                         |